# 歌仙兼定
歌仙兼定（かせんかねさだ）は、室町時代に作られたとされる日本刀（打刀）である。東京都文京区にある永青文庫が所蔵している。

## 概要

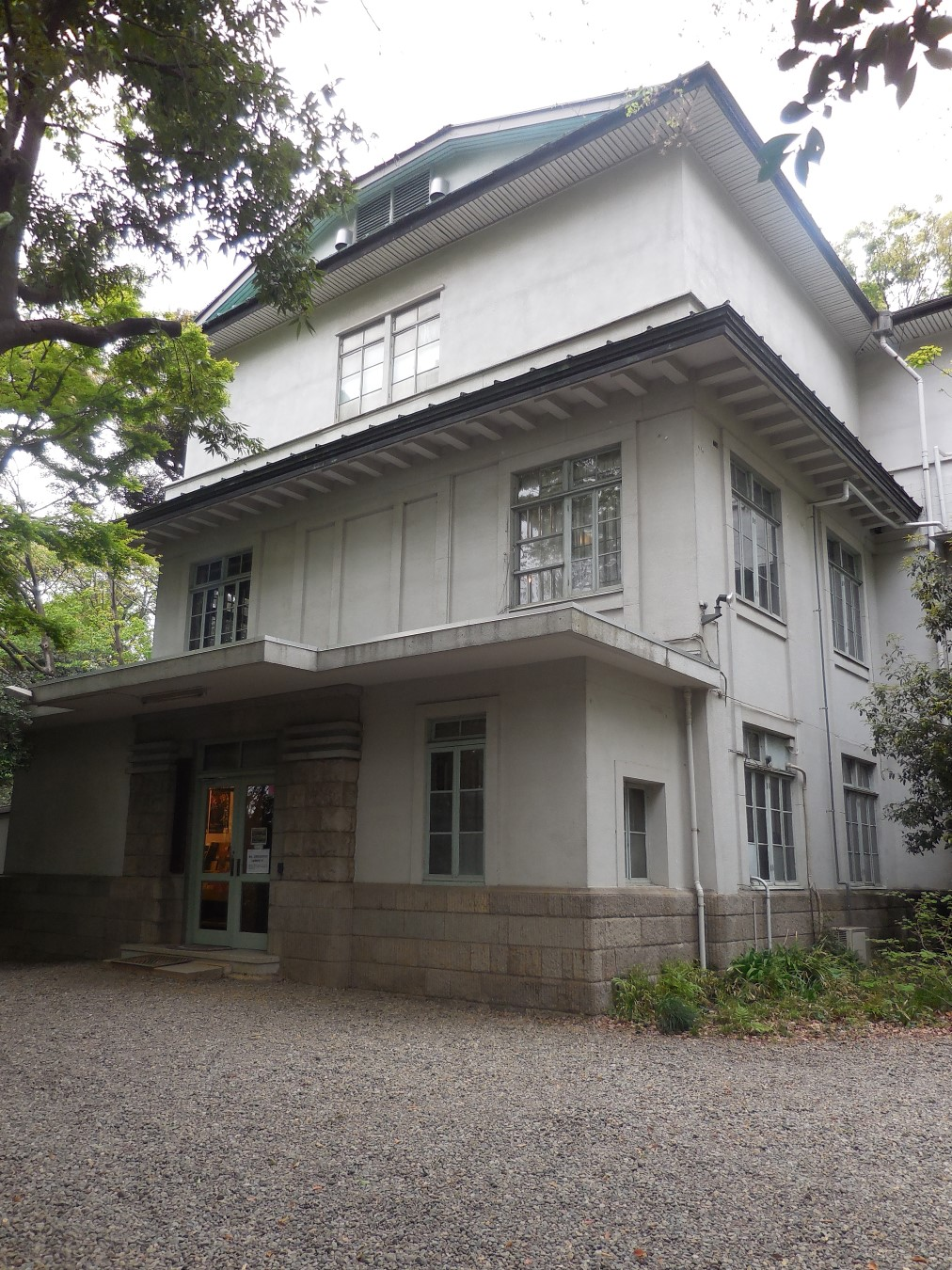
永青文庫本館（2014年撮影）

### 之定（のさだ）について
室町時代の刀工・関兼定（2代）により作られた刀である。応仁の乱勃発以降、武士同士の一騎討ちから足軽による集団戦闘へと変化してきたことを背景に、武芸に通じていない者でも手軽に扱えて必要十分の性能は残し、かつ安価で大量生産に向いた「片手打」と呼ばれる日本刀が生まれた。特に15世紀後半から16世紀初頭には、当時刀の二大生産地とされていた備前国邑久郡長船（岡山県瀬戸内市）と美濃国関（岐阜県関市）にて、短めの刀身に先反りが付いていて片手で振るいやすい打刀が流行した。
その中で関兼定（2代）は美濃国関を代表する刀工と知られており、受領した官位から和泉守兼定と呼ばれている。また、銘を切る際に「定」のウ冠の下を「之」と切ったため、之定（のさだ）とも呼ばれる。歌仙兼定も2尺そこそこの刀身に短めの茎、匂口の締まった中直刃という簡素な造りこみの片手打の刀である。

### 名前の由来
歌仙兼定の名前の由来は、肥後熊本藩主であった細川忠利の施政がはがどらないのは側近たちが不忠であるからとして、隠居していた忠利の父である細川忠興が36人（一説では6人とも）をこの刀で手打ちしたことを三十六歌仙になぞらえたて名付けたという伝承に由来している。この説が熊本に伝来したことから正しいとされているが、刀剣研究家の福永酔剣は『細川忠興公御年譜』にこの事件が見当たらないことに触れている。これ以外にも殺害した人間が間者だという説や忠興が京にて同数の無頼の者を切り捨てたとする説が福永によって挙げられている。

### 細川家での伝来
細川家に代々伝わっており、細川家の道具目録『御家名物之大概』では、忠興から4男の立孝、4代光尚、5代綱利へと継承されたことがわかる。その後、家老である柏原定常が綱利より拝領して、1897年（明治30年）まで柏原家に伝わる。柏原家より流出後はいくつか所有者を転々とした後、昭和初期に侯爵の細川護立によって買い戻される。

### 現代での伝来
2015年に公開されたPCブラウザ・スマホアプリゲームである『刀剣乱舞』において、刀剣男士として歌仙兼定をモデルとしたキャラクターが登場していることから注目を受けるようになる。また、永青文庫の2016年度夏季展示では、名を冠して「歌仙兼定登場」という展覧会が行われる。文化財指定を受けていない刀の名を冠する展覧会は極めて異例であるが、館長である細川護熙の発案によりこの題名に決まったとされる。この夏季展示に合わせて文京区役所の協力の上で『刀剣乱舞』によるコラボレーション企画が行われた。

## 作風

### 刀身
刃長（はちょう、刃部分の長さ）は60.5センチメートル、反り（切先から鎺元まで直線を引いて直線から棟が一番離れている長さ）は1.4センチメートル、元幅（もとはば、刃から棟まで直線の長さ）は3.00センチメートル。指表（さしおもて）側の茎（なかご、柄に収まる手に持つ部分）には「濃州関住兼定作」と刻まれており、鍛えは板目に杢目が交じり、刃文（はもん）は腰が大きくのたれ、その上は中直刃（なかすぐは）となる。東京国立博物館研究員の原田一敏は、本作のような片手で振ることのできて先反りがあり、短めの刀が流行したとしている。
末兼によれば兼定作の刀は機能性・実用性に重きを置いているため、本来であれば美術的な魅力が乏しいものであるとした前提で、その様に簡素な刀をあえて差料に選んで拵に自身の美意識を傾けたのは、忠興ならではの選択であると評している

### 外装
全体の長さは88センチメートル。17世紀の作品とされる。腰刻黒漆研出鮫打刀拵（こしきざみくろうるしとぎだしさめのうちがたな）であり、細川忠興が自ら考案し「歌仙拵」とも呼ばれている。鞘は鮫皮（ほとんどはエイの皮が用いられる）を黒漆塗して研ぎだすと、鮫皮の凹部に黒漆が残って凸部が白く浮き上がり星を散らした模様のようになっており、拵の中央近くまで印籠が刻まれている。また、この歌仙拵が後に肥後熊本藩のお国拵である「肥後拵」の手本となった。信長拵と並んで肥後拵を代表する外装と原田は評している。

### 用語解説
- 作風節のカッコ内解説および用語解説については、個別の出典が無い限り、刀剣春秋編集部『日本刀を嗜む』に準拠する。

1. ↑  「鍛え」は、別名で地鉄や地肌とも呼ばれており、刃の濃いグレーや薄いグレーが折り重なって見えてる文様のことである[10]。これらの文様は原料の鉄を折り返しては延ばすのを繰り返す鍛錬を経て、鍛着した面が線となって刀身表面に現れるものであり、1つの刀に様々な文様（肌）が現れる中で、最も強く出ている文様を指している[10]。
2. ↑  「刃文」は、赤く焼けた刀身を水で焼き入れを行った際に、急冷することであられる刃部分の白い模様である[11]。焼き入れ時に焼付土を刀身につけるが、地鉄部分と刃部分の焼付土の厚みが異なるので急冷時に温度差が生じることで鉄の組織が変化して発生する[11]。この焼付土の付け方によって刃文が変化するため、流派や刀工の特徴がよく表れる[11]。